# Pietro Adinolfi
Pietro Adinolfi (Rutino, 4 gennaio 1884 – 29 giugno 1965) è stato un politico, avvocato e giornalista italiano.

## Biografia
Consigliere provinciale di Salerno dal 1920 al 1935, è stato presidente del collegio dei probiviri dell'Associazione della stampa napoletana e consigliere segretario del sindacato forense di Napoli.
Alle prime elezioni politiche dell'Italia repubblicana, nel 1948, viene eletto senatore con il Partito Socialista Italiano. Alla Camera è stato membro dal 16 giugno 1948 al 24 giugno 1953 della 2ª Commissione permanente (Giustizia e autorizzazioni a procedere). Della Commissione speciale per le locazioni è stato membro dal 2 dicembre 1949 al 24 giugno 1953. Della Commissione speciale sul disegno di legge per la città di Napoli è stato membro dal 20 febbraio 1951 al 9 aprile 1953. Della Commissione d'indagine sul fondamento delle accuse rivolte al senatore Gonzales è stato membro dal 21 marzo 1953 al 24 giugno 1953. Nella Commissione parlamentare per la vigilanza sulle radiodiffusioni ha operato dal 2 febbraio 1950 al 23 marzo 1953. Nella Commissione sulla riforma fondiaria ONC è stato dal 23 maggio 1951 al 24 giugno 1953. In tale anno conclude il proprio mandato parlamentare.
Muore nel 1965, all'età di 81 anni.